# Andrea Oriana
Andrea Oriana (Gravedona, 16 giugno 1973) è un nuotatore italiano.

## Carriera
Specializzato nella farfalla ne è stato un buon rappresentante, vincendo in questo stile 15 volte il campionato italiano, 3 nei 100 e 12 nella sua distanza preferita dei 200 metri, 
oltre a contribuire al successo della sua società nella staffetta mista per tre volte.
Sempre nei 200 m delfino ha stabilito due primati italiani in vasca lunga, entrambi a Bari nel 1998 e due in vasca corta, a Desenzano nel 1998 e nel 2000.
Nelle competizioni in nazionale maggiore ha debuttato ai mondiali di Roma del 1994 e terminando la carriera ai mondiali in vasca corta di Indianapolis del 2004, vantando anche la partecipazione agli europei del 1995 e del 2000, ai giochi di Atlanta del 1996, a due edizioni delle Universiadi, quelle del 1997 a Messina e del 1999 a Palma di Maiorca e ai campionati europei di nuoto in vasca corta 2001 dove vanta la sua unica finale, ottavo nei 200 m.

## Palmarès
nota: questa lista è incompleta
| Giochi olimpici               | 100 m farfalla        | 200 m farfalla            |
| 1996 Atlanta Stati Uniti      | 39º in batteria 56"04 | 17º in batteria 2'00"67   |
| Campionati del mondo          | 100 m farfalla        | 200 m farfalla            |
| 1994 Roma Italia              | 38º in batteria 56"47 | 20º in batteria 2'02"97   |
| Mondiali in vasca corta       | 100 m farfalla        | 200 m farfalla            |
| 2004 indianapolis Stati Uniti | ---                   | 12º in batteria 1'58"49   |
| Campionati europei            | 100 m farfalla        | 200 m farfalla            |
| 1995 Vienna Austria           | 4º in finale B 54"95  | 5º in finale B 2'02"40    |
| 2000 Helsinki Finlandia       | ---                   | 14º in semifinale 2'01"59 |
| Europei in vasca corta        | 100 m farfalla        | 200 m farfalla            |
| 2001 Anversa Belgio           | 34º in batteria 57"01 | 8º 1'57"26                |

### Campionati italiani
15 titoli individuali e 3 in staffette, così ripartiti:
- 3 nei 100 m farfalla
- 12 nei 200 m farfalla
- 3 nella staffetta 4 x 100 m mista

sino al 1996 sono indicate solo le vittorie, in seguito tutti i podi
| Anno | Edizione    | farfalla 100 m | farfalla 200 m | mista 4x100 m |
| ---- | ----------- | -------------- | -------------- | ------------- |
| 1994 | Primaverili | -              | 1              | -             |
| 1994 | Estivi      | -              | 1              | -             |
| 1995 | Estivi      | -              | 1              | -             |
| 1996 | Primaverili | 1              | 1              | -             |
| 1996 | Estivi      | -              | 1              | -             |
| 1997 | Primaverili | -              | 3              | -             |
| 1997 | Estivi      | -              | 2              | -             |
| 1998 | Primaverili | -              | 1              | -             |
| 1998 | Estivi      | 1              | 1              | 1             |
| 1998 | Invernali   | 1              | 1              | nd            |
| 1999 | Primaverili | 3              | 2              | 1             |
| 1999 | Estivi      | -              | 1              | -             |
| 2000 | Primaverili | -              | 2              | -             |
| 2000 | Invernali   | -              | 1              | nd            |
| 2001 | Primaverili | -              | 2              | 1             |
| 2003 | Primaverili | -              | 1              | -             |
| 2004 | Primaverili | -              | 2              | -             |
| 2004 | Estivi      | -              | 1              | -             |

- nd = non disputata